# Комизо
Ко́мизо (итал. Comiso, сиц. Còmmisu, местн. U Còmisu) — коммуна в Италии, в регионе Сицилия, подчиняется административному центру Рагуза.
Население составляет 29 402 человека (на 2004 г.), плотность населения — 444 чел./км². Занимает площадь 64,93 км². Почтовый индекс — 97013. Телефонный код — 0932.
Покровителем коммуны почитается священномученик Власий Севастийский, празднование 3 февраля.
Во время Второй мировой войны подвергалась частым бомбардировкам из-за находившегося поблизости военного аэродрома.

## Галерея

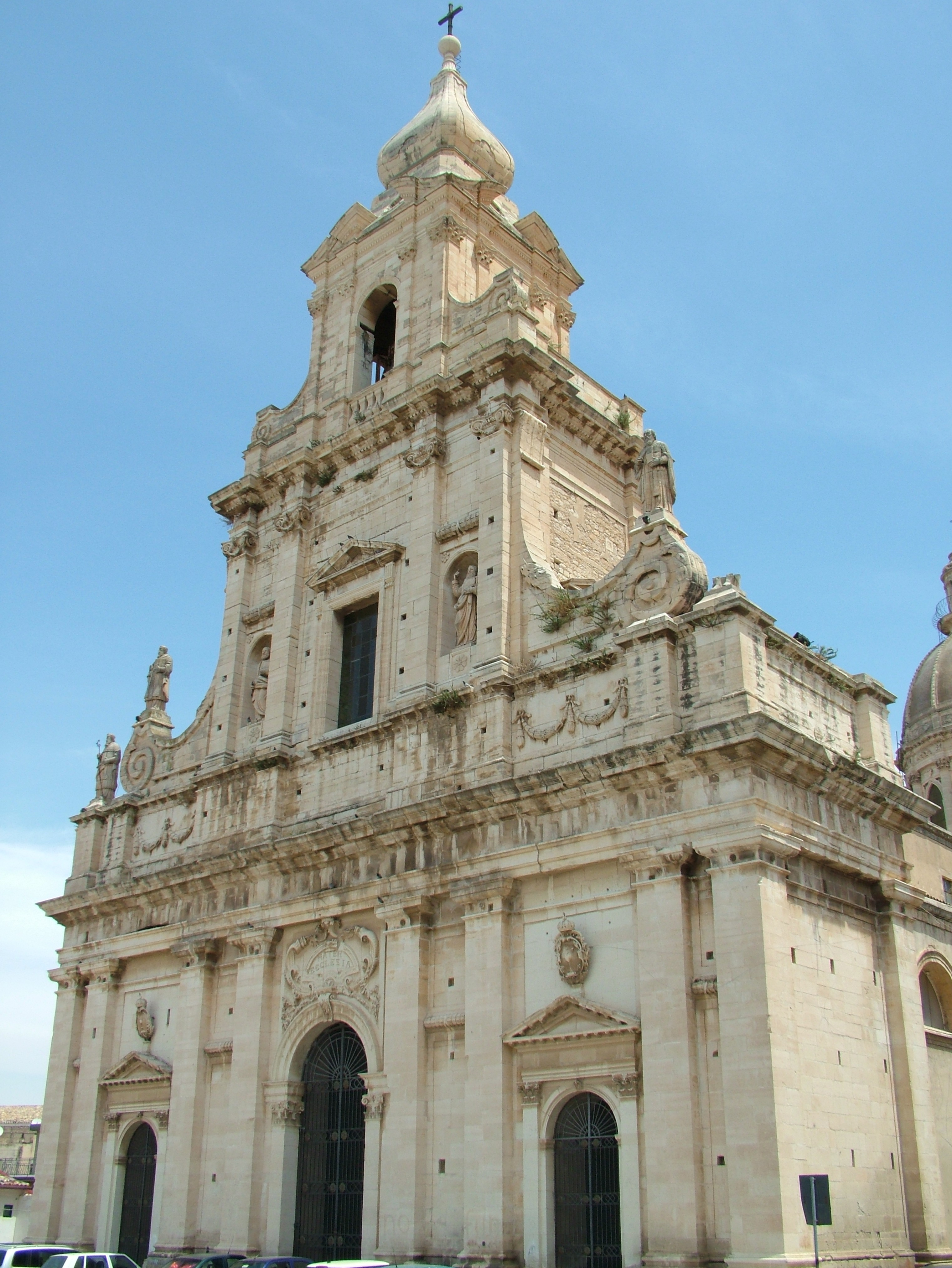
Храм Пресвятой Богородицы «Звёздной» (Chiesa di S. Maria delle Stelle)
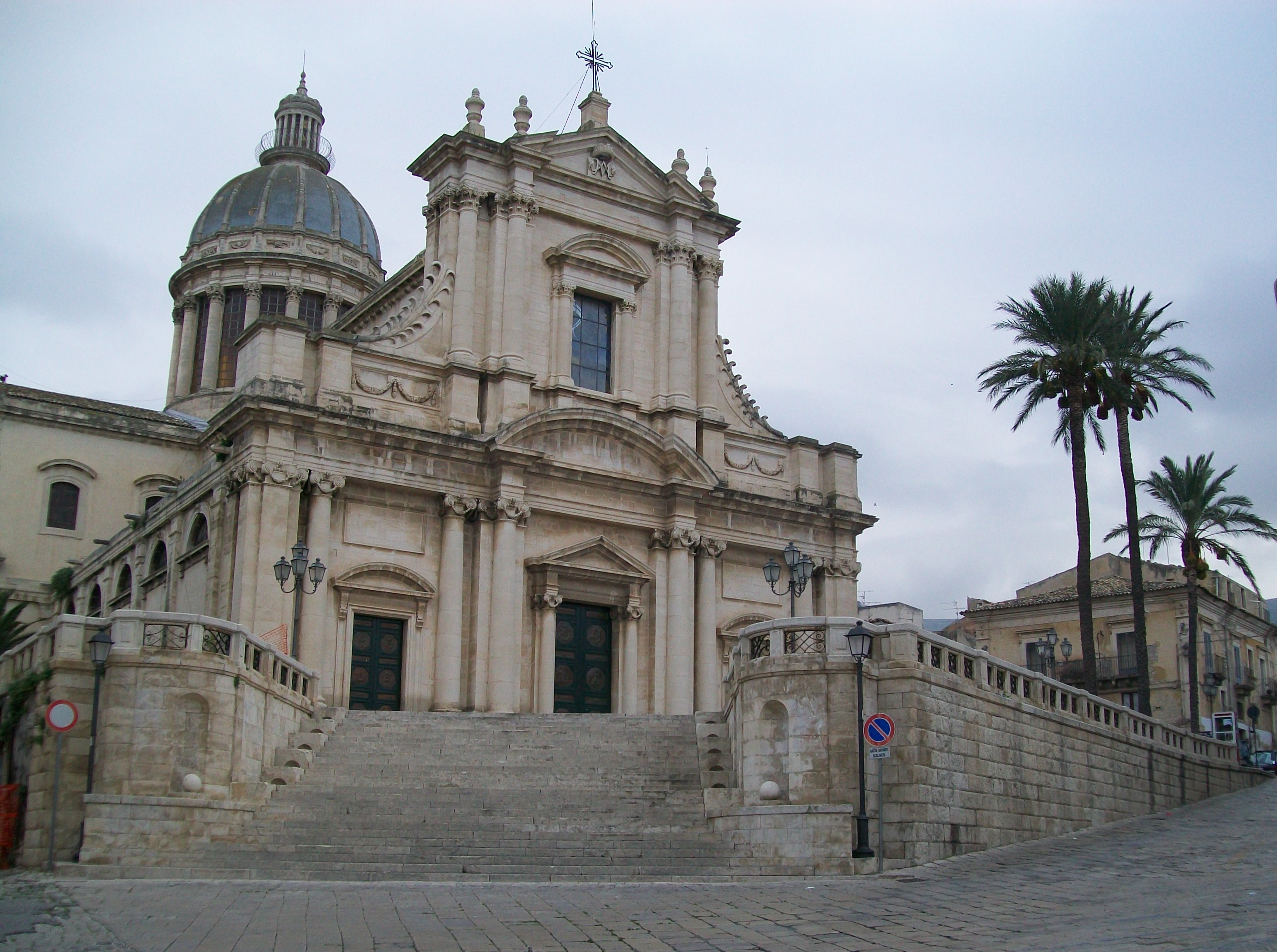
Базилика Благовещения Пресвятой Богородицы
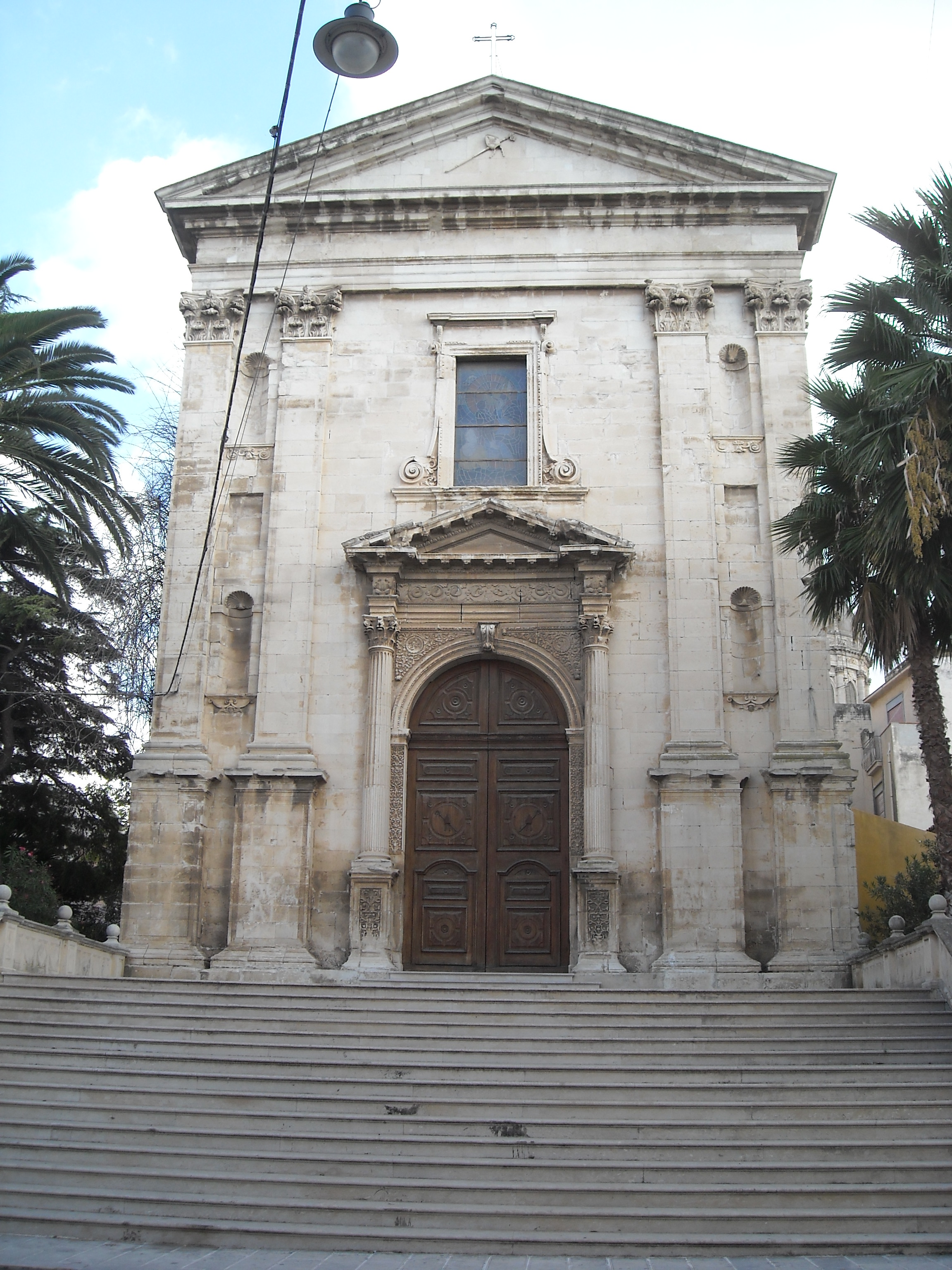
Мини Храм святого Власия[итал.]

## Известные уроженцы
- Скучча, Кристина
- Адамо, Сальваторе